# تومي يونسون
تومي يونسون (بالسويدية: Tommy Jönsson)‏ هو لاعب كرة قدم سويدي في مركز الوسط، ولد في 4 مارس 1976 في مالمو في السويد. شارك مع منتخب السويد تحت 21 سنة لكرة القدم ومنتخب السويد لكرة القدم. أما مع النوادي، فقد لعب مع نادي مالمو ونادي هالمستاد.

## وصلات خارجية
- تومي يونسون على موقع قاعدة بيانات كرة القدم.إي يو (الإنجليزية)
- تومي يونسون على موقع ناشيونال فوتبول تيمز (الإنجليزية)